# Idiolekt
Idiolekt (bildat av orden idiom och lekt, ”idios” från grekiskan som betyder ”egen”) är en enskild människas unika sätt att uttrycka sig på i tal, i skrift och med kroppsspråket.
En individs idiolekt byggs upp av intryck och erfarenheter under livets gång och kan förändras med tiden. Den påverkas kraftigt av dialekten, eller dialekterna, i en persons miljö under uppväxten och senare. Andra viktiga påverkande aspekter är sociokulturell och etnologisk bakgrund, ålder och kön.